# Bartholomäus des Bosses
Bartholomäus des Bosses (* 29. August 1668 in Chaineux, Provinz Lüttich; † 17. April 1738 in Köln) war Jesuit, den sein Briefwechsel mit Gottfried Wilhelm Leibniz bekanntgemacht hat, der zwischen dem 25. Januar 1706 und dem 29. Mai 1716 vor allem philosophisch-theologische Fragen betraf.
Nach dem Ordenseintritt 1686 studierte er in Köln Rhetorik, Mathematik, Philosophie und Theologie. Am heutigen Hildesheimer Gymnasium Mariano-Josephinum der Jesuiten unterrichtete er Philosophie und Theologie. Im Januar 1706 besuchte er erstmals Leibniz in Hannover, der auch mehrmals nach Hildesheim kam. Er ermöglichte Leibniz den Kontakt zum China-Missionar Pater Nicolas Cima SJ. 1709 wurde des Bosses zum Kölner Gymnasium Tricoronatum abberufen, um Mathematik zu unterrichten. Dort wurde er 1711 promoviert zum Doktor der Theologie, im gleichen Jahr nach Paderborn versetzt, um wiederum Philosophie zu lehren, und 1713 kehrte er nach Köln zurück und lehrte dort bis zu seinem Tod.
Eine Kernfrage im Briefwechsel war das konfessionell äußerst strittige Theodizeeproblem, zu dem Leibniz 1710 in Amsterdam die Essais de Théodicée ... publizierte, die des Bosses ins Lateinische übersetzte. Sie erschienen unter dem Titel Godefridi Guilelmi Leibnitii Tentamina Theodicaeae de bonitate Dei, libertate hominis et origine mali latine versa ... 1719, ohne des Bosses' Namen offenzulegen, vermutlich um ihn vor katholischen Angriffen im Orden zu schützen.
Auch mit dem Leibnizianer Christian Wolff korrespondierte des Bosses.